# Maddalena (Prokofjew)
Maddalena (russisch Маддалена),  op. 13, ist eine Oper  von  Sergei Prokofjew. Die Vorlage für das Libretto war ein Theaterstück von Magda Gustawowna Liewen-Orlowa (unter dem Pseudonym Graf Lieven), das diese 1905 geschrieben hatte. Die zwischen 1911 und 1913 entstandene Oper blieb unveröffentlicht. Prokofiews fünfte Oper war die erste, die eine Opusnummer erhielt, wurde aber zu Lebzeiten des Komponisten nie aufgeführt. Eine von Edward Downes vervollständigte Fassung wurde am 25. März 1979 von BBC Radio 3 im Rundfunk ausgestrahlt. Die szenische Premiere war am 28. November 1981 im Opernhaus Graz.

## Geschichte
Maddalena gehört mit Undine zu den im Sankt Petersburger Konservatorium entstandenen Opern Prokofjews; sie blieb unvollendet. Prokofjew orchestrierte von den vier Szenen der einaktigen Oper nur die erste. Maddalena war „ein melodramatisches, reich dekoriertes und in schwülstiger Sprache geschriebenes Werk,“ schrieb Natalja Sawkina; „gleichzeitig ist sie vorzüglich gebaut, die Handlung treibt unaufhaltsam auf den Höhepunkt zu, und der Schluß stößt einen durch völlige Unerwartetheit vor den Kopf.“ Die Atmosphäre der Oper und besonders die Figur der Hauptheldin sind von der Epoche der Renaissance inspiriert; der Frauentypus, der an Maddalena anklingt, der Femme fatale, des weiblichen Vamps, ist zu Beginn des 20. Jahrhunderts sehr populär, u. a. in Werken wie Salomé von Oscar Wilde oder Lulu von Frank Wedekind. Das Theaterstück, das Prokofjew als Libretto diente, entstand unter dem Eindruck von Wildes unvollendet gebliebener „Florentinischer Tragödie“.
Prokofjews Maddalena ist mit dem Musiktheater der Jahrhundertwende verbunden; einige stilistische und dramaturgische Besonderheiten stellen die Oper in die Nähe von Salome (1891) von Richard Strauss oder Herzog Blaubarts Burg von Béla Bartók (1911). „Ganz deutlich sind die Züge einer Nachfolge der Werke des Verismus spürbar, auch der russischen Kammeroper.“
Roschdestwenski urteilte: „Das Jugendwerk stellt uns den Stil des reifen Meisters vor;“ N. J. Majakowski bezeichnete die zweite Fassung von 1913 als „in jeder Hinsicht vortrefflich.“ „die szenische Wirkung, die nicht ganz ohne Melodramatik ist, das hohe Niveau in der Wechselwirkung zwischen Drama und Musik, die Schönheit der musikalischen Materials,“ urteilte Natalja Sawkina, „all das erlaubt es uns, die Maddalena als Werk zu betrachten, das durch die dramatischen Chef d’Œuvres Verdis und Tschaikowskis inspiriert wurde.“

## Aufführungsgeschichte
Mit der Aussicht auf eine Theaterproduktion im Jahr 1913 überarbeitete Prokofjew die Musik. Das Projekt realisierte sich jedoch nicht; bei seiner Abreise aus Sowjetrussland 1918 ließ er das Manuskript der Oper in Händen seines Moskauer Verlags. Möglicherweise gelangte es bei seiner Rückkehr wieder in Prokofjews Besitz. Als er endgültig 1936 in seine Heimat zurückkehrt, blieb das Manuskript in Paris. Es gelangte schließlich 1960 in den Besitz der Verleger Boosey & Hawkes in London. Die Witwe des Komponisten, Lina Prokofjewa, die sich als rechtmäßige Besitzerin des Manuskripts erwies, beauftragte den englischen Musiker Edward Downes eine vollständige Fassung zu schreiben. Diese hatte Premiere mit der Ausstrahlung einer Studioaufnahme von BBC Radio 3 am 25. März 1979 mit Jill Gomez in der Titelrolle.
Die szenische Uraufführung war am 28. November 1981 im Opernhaus Graz, ebenfalls unter der musikalischen Leitung von Edward Downes. Das Bühnenbild stammte von Jörg Koßdorff, die Kostüme von Michaela Mayer. Es sangen Nancy Shade (Maddalena), Annemarie Zeller (Gemma), Ryszard Karczykowski (Gennaro), Hans Holzmann (Romeo) und James Johnson (Stenio).